# A Magyar Nemzeti Cirkusz műsorainak listája
Ezen az oldalon a Magyar Nemzeti Cirkusz 1995-től bemutatott műsorainak listája található.

## 1995-ös műsor
| 1. rész 1. Zenekari nyitány 2. Laci-paci csoport – humoros akrobaták 3. Jessica a cirkusz kupolájában, svájci vendégművész 4. Jubilé, a borotváló elefánt 5. Trio Folco – bohócok 6. A három Richter – kutyarevü 7. Flórián csoport – lovas akrobaták 8. Kisfaludy csoport – ugródeszka akrobaták | 2. rész 1. Zenekari nyitány 2. Donnert Károly – lovagló és idomított tigrisek 3. Aléna – lábzsonglőr 4. Edit Folco – kézegyensúlyozó 5. Donnert Károly – lovak szabadidomítása 6. Christian Folco – olasz bohóc 7. Richter csoport – akrobatika elefántokkal 8. Finálé |

## 1998-as műsor
| 1. rész 1. Zenekari nyitány 2. Contstantin csoport – akrobatika hintán 3. Richter Flórián – egzotikus állatok 4. Gazso fakír 5. Edith Folco – kézegyensúlyozó 6. Christian és Ricco – bohócok 7. Flórián és Sebastian – lovas akrobaták 8. Christian és Ricco – bohócok 9. Deniza és Iván – halálkerék | 2. rész 1. Zenekari nyitány 2. Ursula Böttcher – jegesmedvék idomítása 3. A három Richter – kutyarevü 4. Ifj. Eötvös Gábor, Jászai Mari-díjas bohóc 5. Christian és Ricco – bohócok 6. Constatin csoport – ugródeszka akrobaták 7. Finálé |

## 1999-es műsor
| 1. rész 1. Zenekari nyitány 2. Kárpáthia csoport – trambulin akrobaták 3. Christian Folco bohóctréfája 4. Császár testvérek – zsonglőrök 5. Mongóliai tevék bemutatója 6. Nikoló La Macho és Zulejka – tűznyelő fakírok 7. A „Los Gauchos” Argentínából 8. A három Richter – kutyarevü 9. Szandra, az elefánthölgy 10. Trió Császár – ugródeszka akrobaták | 2. rész 1. Zenekari nyitány 2. Donnert Károly – bengáli és szibériai tigrisek 3. Richter Edith – kézegyensúlyozó 4. Richter Flórián – dél-afrikai zebrák szabadidomítása 5. Savaria ugrócsoport produkciója 6. Ifj. Eötvös Gábor, Jászai Mari-díjas bohóc 7. Ricco és Christian Folco – bohócok 8. Flórián csoport – lovas akrobaták 9. Finálé |

## 2001-es műsor
| 1. rész 1. Zenekari nyitány 2. Flórián csoport – lovas akrobaták 3. Duó Losonczy – ugródeszka akrobaták 4. Lola, a csimpánz, a 200 IQ-s utánzóművész és idomárja 5. Richter Sebastian – zsonglőr 6. Richter Flórián – egzotikus állatkavalkád 7. Richter József Jr. – amerikai pónilovak idomítása 8. Kiselevi család – élő szobrok 9. Christian Folco – pantomim bohóc 10. Magasnyújtó produkció | 2. rész 1. Zenekari nyitány 2. Adél és Stefano – fókák idomítása 3. Christian Folco – pantomim bohóc 4. Humoros kutyaszám 5. Duó Kiselevi – egyensúlyozók 6. Richter Flórián és Robert Stipka – magasiskola lovaglás 7. Vízi orgona, fantázia 8. Finálé |

## 2002-es műsor
| 1. rész 1. Zenekari nyitány 2. Robert Stipka – lovak szabadidomítása 3. Kurales csoport – akrobatikus kötélugrás 4. A három Richter – kutyarevü 5. Gabriella – levegőszám 6. Richter Flórián – egzotikus állatkavalkád 7. Malkó csoport – repülő trapéz 8. Christian Folco – pantomim bohóc 9. Edith, Flórián és Robert – nemes holland fríz lovak szabadidomítása | 2. rész 1. Zenekari nyitány 2. Donnert Károly – bengáli és szibériai tigrisek 3. Edith Folco – kézegyensúlyozó 4. „The Elastic-Fantastic” – rugalmas levegőszám 5. Christian Folco – pantomim bohóc 6. „A sötöétség ura és a lovas herceg küzdelme” – lovas-akrobata produkció 7. Vízi orgona, fantázia 8. Finálé |

## 2003-as műsor
| 1. rész 1. Zenekari nyitány 2. 4 Delta – páros halálkerék 3. Andrei Charynine és csoportja – bohócok 4. Richter Fórián és Robert Stipka fríz lovakon 5. Andrei Charynine és csoportja – bohócok 6. Aléna – kutyarevü 7. Richter Flórián – egzotikus állatok idomítása 8. „A jó és a rossz balladája” – lovasprodukció | 2. rész 1. Zenekari nyitány 2. Donnert Károly – bengáli és szibériai tigrisek 3. Andrei Charynine és csoportja – bohócok 4. Edith Folco – akrobatika 5. Levegő fantázia a kupolában 6. Christian Folco – pantomim bohóc 7. Richter Flórián – arab telivérek szabadidomítása 8. „Szökőkutak, rokkokó látvány” 9. Finálé |

## 2004-es műsor
| 1. rész 1. Zenekari nyitány 2. Laiza – hulahopp 3. Richter Flórián – holland fríz lovak idomítása 4. Eötvös Loránd – zsonglőr 5. Szandra, az elefánt és tevék együttese a manézsban 6. Aléna és Misi – kiskutya produkció 7. Mimo di Lello és utasa – komikum 8. Alexander – levegőszám 9. Richter Flórián – arab lovak szabadidomítása 10. Jumbo Kids – akrobaták | 2. rész 1. Zenekari nyitány 2. Flying Brusnikin – repülő trapéz 3. Richter Edith – kézegyensúlyozás 4. Christian Folco – bohóc 5. Kenya Boys – akrobaták 6. Richter Flórián és Edith – zsoké, lovas produkció 7. Finálé |

## 2005-ös műsor
| 1. rész 1. Zenekari nyitány 2. Richter Flórián – lovak szabadidomítása 3. Christian Folco és Ricco – bohócok 4. „The Elastic-Fantastic” csoport – bungee, úszás a levegőben 5. Richter Flórián – Szandra, az elefánt és tevék körforgása 6. Silver csoport – rúddobó produkció 7. Christian Folco – bohóc 8. Flórián csoport – tevék és emberpiramisok 9. Robin Valencia – élő ágyúgolyó | 2. rész 1. Zenekari nyitány 2. Yvonne és Knuth Muderack – oroszlánok idomítása 3. Richter Flórián – magasiskola lovaglás 4. Alcatraz csoport – ugrókötél akrobaták 5. Christian Folco és Ricco – bohócok 6. Flórián csoport – lovas akrobaták 7. Finálé |

## 2006-os műsor
- Cosa Nostra csoport – magasnyújtó produkció
- Axt Elizabeth – trapéz
- Christian Folco – bohóc
- Susan Lacey – fehér tigrisek[1]
- Richter Flórián – lovak szabadidomítása
- Flórián csoport – lovas akrobaták

## 2007-es műsor
| 1. rész 1. Zenekari nyitány 2. Richter Flórián – holland frízlovak és arab telivérek szabadidomítása 3. Duó Cardinali – bohócok 4. Paulo Folco – kutyák idomítása 5. Richter Edith – kézegyensúlyozás 6. Christian Folco – bohóc 7. Robert Stipka – elefánt és tevék idomítása 8. Cardinali csoport – bohócok 9. Flórián csoport – lovas akrobata produkció | 2. rész 1. Zenekari nyitány 2. Mátrix csoport – akrobatika a hintán 3. Richter Krisztián – ballonbohóc 4. Christian Folco – pantomim bohóc 5. Richter Flórián és Robert Stipka – magasiskola lovaglás 6. Nagy Krisztina énekesnő és partnerei produkciója 7. Richter Edith – lovas szám 8. Motorosok a halálgömbben 9. Finálé |

## 2008-as műsor
| 1. rész 1. Zenekari nyitány 2. Nagy Krisztina énekesnő és a fehér bohóc 3. Richter Flórián – elefánt és lovak idomítása 4. Les Rossians – bohócok 5. Robert Stipka – tevék szabadidomítása 6. Richter Flórián – magasiskola lovaglás 7. Christian Folco – pantomim bohóc 8. Victor Rossian – zsonglőr 9. Zuma-Zuma csoport – akrobaták 10. Richter Edith – lovas szám | 2. rész 1. Zenekari nyitány 2. Richter Flórián és Edith – lovas produkció 3. Richter Tibor – csőember 4. Duó Mátrix – kézegyensúlyozók 5. Richter Krisztián – humoros balett a kötélen egy kutyával 6. Les Rossians – bohócok 7. Flórián csoport – lovas akrobaták 8. Finálé |

## 2009-es műsor
| 1. rész 1. Zenekari nyitány 2. Richter Flórián – lovak szabadidomítása 3. Christian Folco – bohóc 4. Mátrix csoport – akrobatika a hintán 5. Zsilak Olivér – zsonglőr 6. Robert Stipka – produkció 3 tevével és 3 lóval 7. Richter Flórián – magasiskola lovaglás 8. Christian Folco – bohóc 9. Karah Khavak – nílusi krokodilok, dél-amerikai aligátorok, boák és indiai kobrák 10. Richter Flórián – állatkavalkád | 2. rész 1. Zenekari nyitány 2. Dominik Gasser és oroszlánjai 3. Richter Edith – lovas szám 4. Richter Tibor Alexander – komikus bűvész 5. Christian Folco – pantomim bohóc 6. Flórián csoport – lovas akrobaták 7. Finálé |

## 2010-es műsor
| 1. rész 1. Zenekari nyitány 2. Cosa Nostra csoport – magasnyújtó produkció 3. Mr. Lorenz – bohóc 4. Richter Flórián – holland frízek és Szandra, az elefánt 5. Mr. Lorenz – bohóc 6. Duó Nicceli – forgó karuszel 7. Mr. Lorenz – bohóc 8. Richter József Jr. – mongóliai púpos tevék szabadidomítása lohátról 9. A Nemzeti Cirkusz komikus akrobatacsoportja 10. Edina és László – ugródeszka szám 11. Mr. Lorenz – bohóc 12. Richter Flórián – lovak szabadidomítása („A fonás művészete”) 13. Rippel Brothers Show – erőemelő szám (csak Budapesten) | 2. rész 1. Zenekari nyitány 2. Carmen Zander „Tiger Lady” és bengáli tigrisei 3. Mr. Lorenz – bohóc 4. Richter József Jr. és Szandra, a borotváló elefánt 5. Richter Flórián és Edith – magasiskola lovaglás 6. Mr. Lorenz – komikus zsonglőr 7. Flórián csoport – lovas akrobaták 8. Finálé |

## 2011-es műsor
| 1. rész 1. Zenekari nyitány 2. Paolo Folco – kutyaszám 3. Mr. Lorenz – bohóc 4. Duo Peris – görkorcsolya szám 5. Richter József Jr. és partnerei – lovas akrobaták 6. Salima Peippo – hullahopp 7. Danger Elements – breakdance 8. Ifj. Richter József – egzotikus állatkavalkád 9. Mr. Lorenz – bohóc 10. Duo Stoichev – halálkerék | 2. rész 1. Zenekari nyitány 2. Richter József Jr. és csoportja – trambulin 3. Slinky man – csőember 4. Donnert Gábor és Latoya – lovak szabadidomítása 5. Mr. Lorenz – bohóc 6. Salima – levegőszám 7. Duo Stoichev – motorosok a halálgömbben 8. Finálé |

## 2012-es műsor
| 1. rész 1. Zenekari nyitány 2. Habana csoport – rúdakrobata szám 3. Richter József Jr. – egzotikus állatszám 4. Donnert Katalin – lábzsonglőr 5. Fatima és Paczo – macska szám 6. Duo Donnert – késdobálás 7. Richter József Jr. – magasiskola lovaglás 8. Nereus Lajos – zsonglőr 9. Habana csoport – ugrókötél akrobatika | 2. rész 1. Zenekari nyitány 2. Redi Cristiani és bengáli tigrisei 3. Trio Habana – gurtni szám 4. Mr. Jumping – komikus gumiasztal akrobatika 5. Richter József Jr. és Bíró Anikó – lovas akrobatika 6. Habana csoport – akrobatika a hintán 7. Finálé |

## 2013-as műsor
- A műsor címe: Varázslat a porondon

| 1. rész 1. Zenekari nyitány 2. Richter József Jr. és csoportja – gumiasztal akrobatika 3. Sterza Family – bohóctréfa 4. Adele és Franco – ara papagájok 5. Sterza Family – zenebohócok 6. Richter József Jr. – magasiskola lovaglás 7. Franco – gaucho macho 8. Richter József Jr. – egzotikus állatszám | 2. rész 1. Zenekari nyitány 2. Jason Peters és fehér oroszlánjai 3. Sterza Family – bohócok 4. Kenneth és partnernője – illuzionisták 5. Sterza Family – bohócok 6. Duo Alambria – magasdrót 7. Richter csoport – lovas akrobaták 8. Finálé |

## 2014-es műsor
- A műsor címe: 20 éves jubileum

| 1. rész 1. Zenekari nyitány 2. Weiss Junior – halálkerék 3. Steve és Jones Caveagna – bohócok 4. Casselly család – elefántszám lovakkal 5. Ifj. Richter József – egzotikus állatkavalkád 6. Merrylu Casselly – kézegyensúlyozás 7. Steve Caveagna – bohóc 8. Richter csoport – lovas akrobaták | 2. rész 1. Zenekari nyitány 2. Flying Weiss – trapéz szám 3. Steve és Jones Caveagna – bohócok 4. Merrylu Casselly és Ifj. Richter József – lovas magasiskola 5. Steve Caveagna – diabolo 6. Duo M&J – gurtni szám 7. Casselly család – akrobatikus elefántszám 8. Finálé |

## 2015-ös műsor
- A műsor címe: Afrika Afrika

| 1. rész 1. Zenekari nyitány 2. Kenya csoport – limbó tánc, emberi piramis 3. Jasson Caveagna – bohóc 4. Merrylu Casselly és ifj. Richter József – pass de deux 5. René Casselly Jr. – elefántszám 6. Jasson Caveagna – bohóc 7. Merrylu Casselly – levegőszám 8. Kenya csoport – talaj akrobatika ugrókötéllel 9. Merrylu Casselly és ifj. Richter József – Puszta 5-ös fogat | 2. rész 1. Zenekari nyitány 2. Giordano Caveagna – tigrisszám 3. Márton Lenke és Vanessa Molina Navas – levegőszám 4. René Casselly Jr. – pónilovak szabadidomítása 5. Jasson Caveagna – komikus szabadlétra szám 6. Richter csoport – kozák dzsigit lovaglás 7. Finálé |

## 2016-os műsor
- A műsor címe: Nemzetközi Cirkuszfesztivál

| 1. rész 1. Zenekari nyitány 2. René Casselly Jr. – 2 elefánttal és 2 lóval 3. Eddy Carrelo – zsonglőr 4. Totti Alexis – bohóc 5. Hölscher család – fókaszám 6. Richter csoport – lovas akrobata szám 7. Totti Alexis – bohóc 8. Gerling csoport – magasdrótszám 9. Richter József Jr. – állatkavalkád | 2. rész 1. Zenekari nyitány 2. Merrylu és Richter József Jr. – szabadidomítás andalúz lovakkal 3. Totti Alexis – bohóc 4. Miss Josefine – lengő trapéz 5. Richter csoport – ugródeszka szám 6. Totti Alexis – bohóc 7. Gerling csoport – halálkerék 8. Finálé |

## 2017-es műsor
- A műsor címe: Világszámok a porondon

| 1. rész 1. Zenekari nyitány 2. Richter csoport – orosz hinta 3. Rosi Hochegger – kutyarevű 4. Merrylu és Richter József Jr. – pas de deux (balett lóháton) 5. Juan Pablo Martinez – zsonglőr 6. The Michels – bohóc csoport (vizes tréfa) 7. Kenya Boys – akrobatacsoport 8. Richter József Jr. – egzotikus állatszám (tevék, zebrák, lámák, elefántok, zsiráfok) | 2. rész 1. Zenekari nyitány 2. Richter csoport – lovas akrobata szám 3. Rosi Hochegger és Scout – komikus lovas szám 4. René Casselly Jr. – elefántszám 5. Sky Fighters – FMX motorosok 6. Finálé |

## 2018-as műsor
- A műsor címe: Arany Bohóc a porondon

| 1. rész 1. Bruno Raffo – oroszlánszám 2. Don Christian és Lady Masallah – bohócszám 3. René Casselly – állatrevü 4 elefánttal és 4 loval 4. Ty Tojo – zsonglőr (csak Budapesten) 5. Don Christian – háziállatok (szamarak, kecskék, malacok) 6. Gerling csoport – magasdrótszám 7. Merrylu és Richter József – egzotikus állatszám (tevék, zebrák, lámák, elefántok, zsiráfok) | 2. rész 1. René Casselly Jr. – póniló szám 2. Don Christian – bohóc 3. Super Silva Jr. – levegőszám 4. Richter József Jr. és csoportja – lovas akrobata szám 5. Don Christian – bohóc 6. Gerling csoport – dupla halálkerék 7. Finálé |

## 2019-es műsor
- A műsor címe: 25 éves jubileum

| 1. rész 1. Nyitány 2. Steve és Jones – bohócok 3. Ovidiu Tell – íjszám 4. Richter & Casselly, a két Arany Bohóc-díjas család közös produkciója 5. Steve és Jones – bohócok 6. Merrylu és Ifj. Richter József – egzotikus állatszám 7. Flying Weiss – trapéz | 2. rész 1. Simet László és az Asztronauták – szemafor 2. Steve és Jones – bohóc 3. Richter csoport – zsoké, lovas magasiskola és pónilovak kavalkádja 4. Steve Caveagna – diabolo 5. Extrém motorshow repülő FMX motorosokkal és Simet László motorozása a drótkötélen 6. Finálé |

## 2020-as műsor
A műsor címe: A Fesztivál sztárjai

### 1. rész                                                                                                                               2. rész
1. Merrylu Richter - posta                                                                                                                           8. Crazy Wilson a Monte-Carloi Nemzetközi Cirkuszfesztivál Ezüst-díjas Halálkerék száma

1. Sara Berousek - kutyarevű Csehországból                                                                                            9. Stevie Caveagna bohóctréfa
2. Stevie Caveagna - a láthatatlan labda                                                                                                   10.  Li Wei a világ legjobb drótkötél művésze (Monte-Carloi Arany Bohóc-díj)
3. Duo Exxtrem különleges levegő produkció                                                                                           11. Ifj. Richter József - Lovak szabadidomítása
4. Stevie Caveagna - az ország kedvenc komikusa Olaszországból                                                         12. Stevie Caveagna - Diabolo
5. Robert Stipka és az Osztrák Nemzeti Cirkusz tehenei                                                                          13. Romero s Riders különleges motoros produkció szédületes sebesség a halálgömbben
6. Juan Pablo Martinez Tempó Zsonglőr Mexikóból                                                                                  14.  Finálé
7. Merrylu és Ifj. Richter József: Balett a Lóháton című produkciójukkal

## 2021-es műsor
A műsor címe: The Show must go on 

### 1. rész                                                                                                                              2. rész
1. Nyitány - Balett vágtázó lovak hátán                                                                                                    10. Az Adrenalin Csoport - Orosz Hinta produkciója
2. Trambulinon az Adrenalin Csoport - Először Magyarországon az Ukrán csapat                                11. Stevie és Jones Caveagna - Méhecske invázió
3. Stevie Caveagna - Cirkuszunk kiváló komikusa Olaszországból                                                          12. Ovidiu Tell - Románia íjmestere különleges produkciót mutat be
4. A görkorcsolya parkett ördögei - Dorottya és Gergő                                                                             13. Tangó a magasban: Ambra & Yves Nicols
5. Egzotikus állatok a porondon - Elővezeti Ifj. Richter József                                                                  14. Újra a porondon a Richter csoport lovas akrobaták legújabb produkciója
6. Stevie és Jones Caveagna - Olaszország híres komikusai                                                                   15. Finálé
7. Yves Nicols - Fantasztikus zsonglőr produkciója
8. Stevie Caveagna - Fontos a jókedv, humorral fűszerezve!
9. Crazy Wilson - A legendás Ezüst Bohóc-díjas halálkerék művész

## 2022-es műsor
A műsor címe: Attrakció
- Steven Ferreri - Spanyolországból a Monte-Carloi Ifjúsági Cirkuszfesztivál Bronz díjas drótszáma
- Alex & Romy Jostmann és játékos uszkár kiskutyái
- Steve Caveagna - Olaszország fantasztikus komikusa
- Duo Rebels - szédületes görkorcsolya szám
- Steve & Jones Caveagna - Zenés produkció humorral fűszerezve
- Ifj. Richter József - Arany Bohóc- és Arany Pierrot díjas cirkuszigazgató legújabb lovas produkciója
- Steve - Porondon a tréfa nagymestere
- The Gerlings - Világhírű Kolumbiai művészeink közkívánatra újra a Dupla Halálkeréken

15 perc szünet
- Kraj Henrik & Noémi - Gipsy ostor produkció
- Steve & Jones Caveagna - Méhecske
- Michael Ferreri - a Monte-Carloi Nemzetközi Cirkuszfesztivál Bronz díjasa, Guinness rekordere, a világ egyik leggyorsabb labdazsonglőre
- Ifj. Richter József - Púpos tevék a porondon
- The Gerlings - Világhírű művészeink ámulatba ejtő magas drótszáma, Arany Pierrot- és Bronz Bohóc-díjas 7 személyes piramis a magasban
- Finálé - a Nemzeti Cirkusz teljes társulata búcsúzik!

## 2023-as műsor
A műsor címe: Szenzáció 
- Nyitány - Művészeink a porondon és a levegőben egyaránt köszöntik vendégeinket
- Michail Ermakov - Általános kutyasuli /Bronz Pierrot-díjas/ Először a Nemzeti Cirkusz porondján
- Alfonse Coconut - Cirkuszunk világhírű új komikusa. /Monte-Carlói Külön-díjas/ először Magyarországon
- Lovak szabadidomítása holland fríz és arab telivérek a manézsban, elővezeti Ifj. Richter József igazgató /7-szeres Arany-díjas/
- Alfonse és Márió, Ninja!
- Fatime és Paczo - Komikus elemekkel vegyített, nem mindennapi macskaprodukció
- Alfonse Beat box és break dance
- Repülő Emberek a kupolában - A szenzációs csapat bemutatja többek között a legendás, híres hármas azaz triplaszaltót a magasban

15 perc szünet
- Tevék és lovak szabadidomítása, a Nemzeti Cirkusz vadonatúj produkciója, elővezeti Ifj. Richter József
- Alfonse garantált a jó hangulat
- Mr. Jumping - Komédiás trambulin szám
- Michail Ermakov - Egyedi zsonglőr száma /Guinness rekorder/
- Richter csoport, lovas akrobatákA többszörös Arany díjas Ifj. Richter József és lovas akrobatái közkívánatra újra elvarázsolják tehetségükkel nézőinket
- Száguldó motorosok a halálgömbben - Brazíliából szintén közkívánatra újra a félelmetes iramot diktáló motorosok vadonatúj produkciója
- Finálé - Búcsúzik Magyarország legnagyobb és legszínvonalasabb cirkusz társulata